# Gaita (bier)
Gaita is een ambachtelijk bier, geproduceerd door Pratorosso S.p.a.. De brouwerij heeft haar hoofdkantoor in Settala (Italië).